# برايان ديفيس (لاعب غولف)
برايان ديفيس (بالإنجليزية: Brian Davis)‏ هو لاعب غولف بريطاني، ولد في 2 أغسطس 1974.

## وصلات خارجية
- برايان ديفيس على موقع رابطة لاعبي الغولف المحترفين (الإنجليزية)
- برايان ديفيس على موقع رابطة أوروبا للاعبي الغولف المحترفين (الإنجليزية)
- برايان ديفيس على موقع رابطة اليابان للاعبي الغولف المحترفين (الإنجليزية)
- برايان ديفيس على موقع التصنيف العالمي الرسمي للغولف (الإنجليزية)